# Вера, Ивонн
Ивонн Вера (англ. Yvonne Vera; 19 сентября 1964, Булавайо, Южная Родезия — 7 апреля 2005, Торонто, Канада) — писательница Зимбабве, писала на английском языке.

## Биография
Закончила в родном городе Государственную высшую школу имени Мзиликази, преподавала английскую литературу. В 1987 году приехала в Канаду, вышла замуж. Получила второе образование, степень магистра и доктора в Йоркском университете в Торонто, защитила диссертацию по теме «Застенки колониального пространства: нарративы сопротивления». В 1995 году вернулась на родину, в 1997—2004 годах возглавляла Национальную галерею в Булавайо. Составила несколько антологий писательниц Чёрной Африки. В 2004 году снова отправилась в Канаду, где вскоре умерла от менингита, ставшего последствием СПИДа.

## Творчество
Вместе с Уилсоном Катийо, Чарльзом Мунгоши и Ченджераи Хоувом использовала устные традиции сельского населения страны, говорящего на языке шона. Из писателей, оказавших на неё влияние, выделяла своего соотечественника  Дамбудзо Маречеру, но особенно близкими себе называла вест-индских авторов — Найпола, Джорджа Лемминга, Сэмюэла Селвона.

## Произведения

### Новеллы
- Why Don’t You Carve Other Animals? (1992)

### Романы
- Неханда / Nehanda (1993, исторический роман о деятельнице антиколониального сопротивления Неханде Чарве Ньякасикане, шорт-лист Премии писателям Британского Содружества)
- Без имени / Without A Name (1994, Премия писателям Британского Содружества, Литературная премия книгоиздателей Зимбабве)
- Под языком / Under The Tongue (1996)
- Горящая бабочка / Butterfly Burning (1998, немецкая премия LiBeratur[нем.], 2002, роман назван в числе 100 лучших африканских книг XX века)
- The Stone Virgins (2002, Macmillan Writer’s Prize for Africa)

В последнее время работала над новым романом Obedience.

## Признание
Премия Голос Африки (Швеция, 1999). Премия Ферония (Италия, 2003). Премия Тухольского за совокупность написанного (ПЕН-центр Швеции, 2004). Произведения писательницы переведены на французский, немецкий, испанский, каталанский, итальянский, голландский, шведский и другие языки. К её творчеству активно обращаются исследователи пост-колониальной литературы.